# 샤루크 칸
샤루크 칸(Shah Rukh Khan, 1965년 11월 2일~)은 이니셜리즘 SRK로도 알려져 있으며 힌디어 영화에서 일하는 인도 배우, 영화 제작자 및 방송인이다. 미디어에서 "볼리우드의 바드샤", "볼리우드의 왕", "킹 칸"으로 불리며 80편 이상의 영화에 출연했고, 14개의 Filmfare Awards를 포함하여 수많은 찬사를 받았다. 그는 인도 정부로부터 Padma Shri를, 프랑스 정부로부터 Ordre des Arts et des Lettres 및 Legion of Honor를 수상했다. 아시아와 전 세계적으로 인도 디아스포라에서 상당한 추종자를 보유하고 있다. 청중 규모와 수입 측면에서 그는 세계에서 가장 성공적인 영화 배우 중 한 명으로 평가되고 있다.
Khan은 1980년대 후반에 여러 TV 시리즈에 출연하면서 경력을 쌓기 시작했다. 그는 1992년 영화 Deewana로 발리우드에 데뷔했다. 그의 경력 초기에 Khan은 영화 Darr(1993), Baazigar(1993) 및 'Anjaam에서 악역을 맡은 것으로 유명했다. (1994). 이후 'Dilwale Dulhania Le Jayenge'(1995), Dil To Pagal Hai(1997), [ [Kuch Kuch Hota Hai]] (1998), Mohabbatein (2000) 및 Kabhi Khushi Kabhie Gham... (2001). 그는 영화 Devdas(2002), 영화 Swades(2004)의 NASA 과학자에서 술고래 역할로 비평가들의 찬사를 받았다. ), 영화 착데! 인도(2007)와 영화 내 이름은 칸'(2010)에서 아스퍼거 증후군을 앓는 남자. 그의 가장 높은 수익을 올린 영화로는 코미디 '첸나이 익스프레스'(2013)와 '해피 뉴 이어(2014)가 있다. 그의 영화 중 일부는 인도 국가 정체성과 디아스포라 공동체와의 관계 또는 성별, 인종, 사회 및 종교적 차이와 다양성에 대한 주제를 포함한다. 영화에 대한 그의 공헌으로 인도 정부는 그에게 Padma Shri를, 프랑스 정부는 Ordre des Arts et des Lettres 및 Légion d'honneur를 그에게 수여했다.
2015년에 Khan은 영화 제작사 Red Chillies Entertainment와 그 자회사의 공동 회장이 되었으며 크리켓 팀 Indian Premier LeagueKolkata Knight Riders의 공동 소유주가 되었다. 그는 텔레비전 발표자이자 무대 쇼 출연자이다. 미디어는 그의 여러 기업 대사와 관습 때문에 종종 그를 "브랜드 SRK"라고 부르다. Khan의 자선 활동은 의료 및 재해 구호를 제공하며 2011년에는 어린이 교육 지원으로 UNESCO로부터 Pyramide con Marni 상을 수상했다. 그는 인도 문화에서 가장 영향력 있는 인물 목록에 정기적으로 등장하며, 2008년에는 [뉴스위크]]에서 그를 세계에서 가장 영향력 있는 50인 중 한 명으로 선정했다. 2017년 8월 현재 Forbes에 따르면 그는 세계에서 8번째로 높은 연봉을 받는 배우이자 인도에서 가장 높은 연봉을 받는 배우이다. 2023년 현재 Forbes는 그를 아시아에서 가장 부유한 배우이자 세계에서 4번째로 부유한 배우라고 불렀다.

## 출연 작품
- PATHAAN 2023년
- Zero 2018년
- Raees (라이스) 2017년
- Harry met sejal (the ring) 2017년
- FAN (팬) 2016년
- Dilwale (사랑하는 사람) 2015년
- Happy New Year (해피뉴이어) 2014년
- Chennai Express (첸나이 익스프레스) - 2013년
- Jab Tak Hai Jaan (내가 사는 동안) - 2012년
- Don2 : The Chase Continues (돈2) - 2011년
- Ra.One (라.원) - 2011년
- Always Kabhi Kabhi (항상 때때로 때때로) - 2011년 (특별출연)
- Shahrukh Bola(샤룩은 말했지) - 2010년 (까메오)
- My Name Is Khan (내 이름은 칸) - 2010년
- Dulha Mil Gaya (신랑 찾기) - 2010년 (특별출연)
- Aao Wish Karein - 2009년 (나레이션)
- Billu (빌루) - 2009년 (조연)
- Luck by Chance (우연한 행운) - 2009년 (특별출연)
- Rab Ne Bana Di Jodi (신이 맺어준 커플) - 2008년
- Bhoothnath (유령의 신) - 2008년 (특별출연)
- Shaurya : It Takes Courage to Make Right... Right (용기) - 2008년 (나레이션)
- Krazzy 4 (크레이지 4) - 2008년 (우정출연)
- Kismat Konnection (운명의 연결) - 2008년 (나레이션)
- Om Shanti Om (옴 샨티 옴) - 2007년
- Heyy Babyy - 2007년 (우정출연)
- Chak De! India (파이팅! 인도) - 2007년
- I See You (당신을 봐요) - 2006년 (특별출연)
- Don : The Chase Begins Again (돈) - 2006년
- Kabhi Alvida Naa Kehna (안녕이라고 말하지마) - 2006년
- Alag : He Is Different.... He Is Alone... (다른) - 2006년 (특별출연)
- The Inner and Outer World of Shah Rukh Khan (샤룩 칸의 안과 밖의 세계) - 2005년 (* 다큐멘터리)
- Paheli (수수께끼) - 2005년
- Kaal 운명(최후판결)의 시간 - 2005년 (특별출연)
- Kuch Meetha Ho Jaaye (달콤하게 가자) - 2005년 (특별출연)
- Silsilay - 2005년 (*까메오 / 나레이션)
- Swades : We, the People (조국) - 2004년
- Veer-Zaara (비르-자라) - 2004년
- Main Hoon Na (내가 여기 있어) - 2004년
- Yeh Lamhe Judaai Ke (헤어짐의 순간) - 2004년 (*1994년에 찍었으나 2004년 개봉)
- Kal Ho Naa Ho (내일이 오지 않을지도 몰라) - 2003년
- Chalte Chalte (걷는 동안) - 2003년
- Saathiya (인생의 동반자) - 2002년 (까메오)
- Shakti: The Power (힘/에너지) - 2002년 (특별출연)
- Devdas (데브다스) - 2002년
- Hum Tumhare Hain Sanam (나는 당신의 것이에요, 달링) - 2002년
- Kabhi Khushi Kabhie Gham (때론 행복 때론 슬픔) - 2001년
- Asoka (아소카) - 2001년
- One 2 Ka 4 (한 조는 4명) - 2001년
- Gaja Gamini (코끼리처럼 걷기) - 2000년 (특별출연)
- Mohabbatein (사랑 이야기들) - 2000년
- Har Dil Jo Pyar Karega (모든 마음에 사랑이) - 2000년 (까메오)
- Josh (열광) - 2000년
- Hey Ram (오 신이시여) - 2000년 (조연)
- Phir Bhi Dil Hai Hindustani (그래도 마음은 여전히 인도인) - 2000년
- Baadshah (왕/제왕) - 1999년
- Duplicate (복제) - 1998년
- Achanak (갑자기) - 1998년 (특별출연)
- Dil Se (진심으로) - 1998년
- Kuch Kuch Hota Hai (무슨 일인가 일어나고 있어) - 1998년
- Gudgudee (간지럽히다) - 1997년 (특별출연)
- Koyla (석탁) - 1997년
- Yes Boss (예스 보스) - 1997년
- Pardes (외국) - 1997년
- Dil To Pagal Hai (마음이 미쳤어요) - 1997년
- English Babu Desi Mem (영국인 선생과 인도인 부인) - 1996년
- Chaahat (욕망) - 1996년
- Army (군대) - 1996년
- Dushman Duniya Ka (세계의 적) - 1996년 (특별출연)
- Karan Arjun (까란 아르준) - 1995년
- Zamana Deewana (미친세대) - 1995년
- Guddu (구두) - 1995년
- Oh Darling! Yeh Hai India (오 달링! 이것이 인도!) - 1995년
- Dilwale Dulhania Le Jayenge (용감한 자가 신부를 얻는다) - 1995년
- Ram Jaane (신은 알고있다) - 1995년
- Trimurti (삼주신 - 브라흐마, 비슈누, 시바) - 1995년
- Anjaam (결과) - 1994년
- Maya (Memsaab) (마야(부인)) - 1993년 (조연)
- King Uncle (킹 엉클) - 1993년 (조연)
- Baazigar (갬블러) - 1993년
- Darr (공포) - 1993년
- Kabhi Haan Kabhi Naa (때로는 예스, 때로는 노) - 1993년
- Pehla Nasha (첫 사랑) - 1993년 (특별출연)
- Raju Ban Gaya Gentleman (라주 젠틀맨 되다) - 1992년
- Dil Aashna Hai (마음은 진실을 알고 있다) - 1992년
- Chamatkar (기적) - 1992년 (조연)
- Deewana (미친/정열) - 1992년 (조연)
- Idiot (얼간이/백치) - 1991년 4부작 TV시리즈로 먼저 방영